# Praedora
Praedora é um gênero de mariposa pertencente à família Bombycidae.